# Le Cinquième Élément (jeu vidéo)
Le Cinquième Élément est un jeu vidéo d'action-aventure qui est basé sur le film du même nom développé par Kalisto Entertainment et sorti sur PlayStation et Windows.

## Système de jeu
Le joueur incarne Leeloo et Korben, luttant contre la police et le Mangalores, ainsi que Zorg et ses voyous. Le jeu se compose de 16 niveaux. À la fin de certains niveaux des courts extraits du film y sont joués.